# کامپانیا (استان سالرنو)
کامپانیا (استان سالرنو) (به ایتالیایی: Campagna) یک کومونه در ایتالیا است که در استان سالرنو واقع شده‌است.

## خصوصیات
کامپانیا ۱۳۵٫۴۱ کیلومترمربع مساحت و ۱۶٬۱۸۳ نفر جمعیت دارد و ۲۷۰ متر بالاتر از سطح دریا واقع شده‌است.